# Russula innocua
Russula innocua är en svampart som först beskrevs av Rolf Singer, och fick sitt nu gällande namn av Romagn. ex Bon 1982. Russula innocua ingår i släktet kremlor och familjen kremlor och riskor.  Arten är reproducerande i Sverige. Inga underarter finns listade i Catalogue of Life.

## Bildgalleri